# 1er régiment du train
Pour les articles homonymes, voir 1er régiment.
Ne doit pas être confondu avec 1er régiment du train parachutiste.
Le 1er régiment du train (1er RT) était une unité de l'armée française, appartenant à l'arme du train, dont les origines remontent au 1er bataillon du train des équipages de la Garde impériale de Napoléon Ier.
Il a été créé en 1811 et dissous le 1er septembre 2002

## Création et différentes dénominations
- 1811 : création du bataillon du train des équipages militaires de la Garde impériale à partir des unités des Équipages à la suite des corps, dissous
- 1814 : dissolution
- 1815 : renommé pendant les Cent-Jours escadron des équipages de la Garde impériale
- 1815 : renommé 1er escadron du train des équipages militaires
- 1855 : création de l'escadron du train des équipages militaires de la Garde impériale
- 1873 : dissolution
- 1875 : reformation sous le nom de 19e escadron du train des équipages militaires
- 1928 : renommé 19e escadron du train
- 1er septembre 1939 : reformé en tant que Dépôt de guerre du train n° 19
- 1er août 1940 : dissolution
- 1945-1946 : reformation sous le nom de 19e escadron du train
- 1er avril 1946 : renommé 1er escadron régional du train
- 1955 : renommé 1er régiment du train
- 1er juillet 2002 : Dissolution

## Colonels/chef-de-brigade
- 19e escadron du train
  - 1875 à 1878 : Moreigne - chef d'escadron
  - 1878 à 1885 : Parizot (Joseph) - lieutenant-colonel
  - 1886 à 1888 : Guibourdanche - lieutenant-colonel
  - 1888 à 1896 : Stéphani - lieutenant-colonel
  - 1896 à 1899 : Antoine - lieutenant-colonel
  - 1899 à 1903 : Pottier - chef d'escadron
  - 1903 à 1905 : Vincon - chef d'escadron
  - 1905 à 1906 : Allais - chef d'escadron
  - 1906 à 1911 : Jean Iraçabal - lieutenant-colonel
  - 1911 à 1914 : Neyrand - colonel
  - 1919 à 1922 : Piotelat (Paul, Alexandre) - lieutenant-colonel
  - 1923 : Devarenne - colonel
  - 1924 à 1928 : Chapuis - colonel
  - 1929 à 1932 : Stehlé (Joseph) - colonel - Général de brigade de 1934
  - 1933 : Danflous - lieutenant-colonel
  - 1934 : Charlin - colonel
  - 1935 à 1936 : Ramel - colonel
  - 1936 à 1938 : Foare - lieutenant-colonel
  - 1939 : Roumanet - colonel
  - 1945 : Favard - colonel
  - 1945 à 1946 : Chaudron - colonel
- 1er escadron régional du train
  - 1946 à 1947 : Chaudron - colonel
  - 1947 à 1948 : Cornuault - lieutenant-colonel
  - 1948 à 1950 : De Saint Martin - lieutenant-colonel
  - 1950 à 1955 : Frutière - colonel

- 1er régiment du train
  - 1955 à 1958 : Frutière - colonel

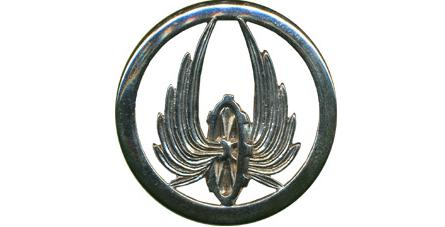
Insigne de béret.

  - 1958 à 1962 : Beautheac - colonel
  - 1962 à 1966 : Menard - colonel
  - 1966 à 1968 : Magnier - colonel
  - 1968 à 1971 : Couget - colonel
  - 1971 à 1974 : Villemain - colonel
  - 1974 : Lacour - lieutenant-colonel
  - 1974 à 1977 : Vigier - colonel
  - 1977 à 1980 : Veisemburger - colonel
  - 1980 à 1983 : Vincent - colonel
  - 1983 à 1986 : Lafargue - colonel
  - 1986 à 1988 : Tonnaire - colonel
  - 1988 à 1991 : Fréling (Jacques, Roger, Lucien) - colonel - Général de brigade du 10 juillet 1995
  - 1991 à 1993 : Pelou (Pierre, Roger) - colonel - Général de brigade du 22 janvier 1999
  - 1993 à 1996 : Tallec (Yvon, François, Marie) - colonel - Général de brigade du 22 mars 1996
  - 1996 à 1999 : Esquer (Bernard, léon) - colonel - Général de brigade du 1er mars 2005
  - 1999 à 2001 : Jadot (Bernard) - colonel
  - 2001 à 2002 : Barrière - colonel

(*) Officier qui devint par la suite général de brigade.
(**) Officier qui devint par la suite général de division.

## Historique des garnisons, combats et batailles du1erRT

### Empire
- 1811-1814 : bataillon du train des équipages militaires de la Garde impériale.
  - Créé le 24 août 1811 et mis sur pied à Vincennes, le bataillon est composé de 6 compagnies soit 17 officiers, 755 sous-officiers et soldats, 1165 chevaux et quelque 270 voitures. Il est armé à partir des "Équipages à la suite des Corps" qui sont supprimés et bénéficie de la remise de leurs matériels. Il est équipé de voitures de différents types dont des ambulances.
  - La première compagnie est spécialement affectée au transport de la caisse, des effets et papiers de chaque corps de grenadiers, chasseurs et cavaliers. D'autres compagnies doivent assurer le transport de 10 jours de vivres pour 50 000 hommes. Ce bataillon effectue un soutien qui devient la raison d'être de toutes les formations futures du train.
  - En 1812 le bataillon participe à la campagne de Russie et se distingue lors de la bataille de la Moskova à Borodino, puis devant Moscou et à Wilna.
  - En février 1813 le bataillon porté à 10 compagnies combat en Saxe, se distingue à Leipzig avant de faire retraite.
  - Avant sa dissolution en 1814 après l'abdication de Napoléon Ier, il combat en France jusqu'aux portes de Paris

### Restauration 1814-1830
- Les deux compagnies non dissoutes forment le 1er escadron du train des équipages militaires qui est doublé en 1823 pour la campagne d'Espagne.
- En 1823 ces escadrons forment le Corps du train des équipages militaires dont la mission est d'effectuer les services et transport au profit des parcs de construction.

### Cent-Jours
- 1815 : pendant les Cent-Jours, le bataillon prend part à la Bataille de Waterloo le 18 juin 1815.

### Monarchie de Juillet 1830-1848
- En 1842, à la suite des difficultés logistiques de la guerre d'Algérie, Louis-Philippe redonne forme à l'arme du train en créant de nombreux escadrons autonomes qui se distinguent en Afrique, Italie, Crimée, Asie ou Mexique

### Second Empire 1851-1870
1855-1873 : Le 17 février 1855 l'escadron du train des équipages militaires de la Garde impériale est créé par Napoléon III à la demande du maréchal Vaillant.
Dès sa création l'escadron envoie un détachement en Crimée qui s'illustre le 16 août 1855 à Tchernaia (ou Traktir) et lors de la prise de Sébastopol le 8 septembre.
En 1859 l'escadron participe à la campagne d'Italie. Il s'illustre à Montebello, Turbigo, Magenta.
De 1862 à 1864 la 1re compagnie de l'escadron suit le corps expéditionnaire engagé dans la campagne du Mexique. Ses personnels y sont distingués aussi bien dans les phases du soutien que pour leur part active à la défense des places.
Lors de la guerre franco-allemande de 1870 il participe à la bataille de Frœschwiller. L'escadron est rattaché au 5e corps d'armée du général Bazaine et se distingue à Bitche et lors du siège de Paris.

### Troisième République 1871-1914
- 1873 : l'escadron est licencié, ses moyens participent à la création du 4e régiment du train.
- 1875 : La loi du 13 mars 1875 fixant la réorganisation de l'armée précise que le train qui devient une arme comprend vingt escadrons dont deux (19e et 20e) pour le gouverneur militaire de Paris.
  - Le 19e escadron du train des équipages militaires est formé à Paris, au quartier Fontenoy (emplacement actuel de l'Unesco). Cet escadron constitue le correspondant privilégié des autorités militaires, états-majors, organismes de l'administration centrale. Compétence et polyvalence sont les lignes directrices d'un soutien qui s'étend largement en Île-de-France.
  - l'étendard du train est remis au 19 le 14 juillet 1880.
  - Des détachements ou des volontaires de l'escadron s'illustrent en :
    - Tunisie 1882
    - Tonkin 1884-1885
    - Madagascar 1895
    - Chine 1900-1901
    - Maroc 1908-1914

### 1914-1918

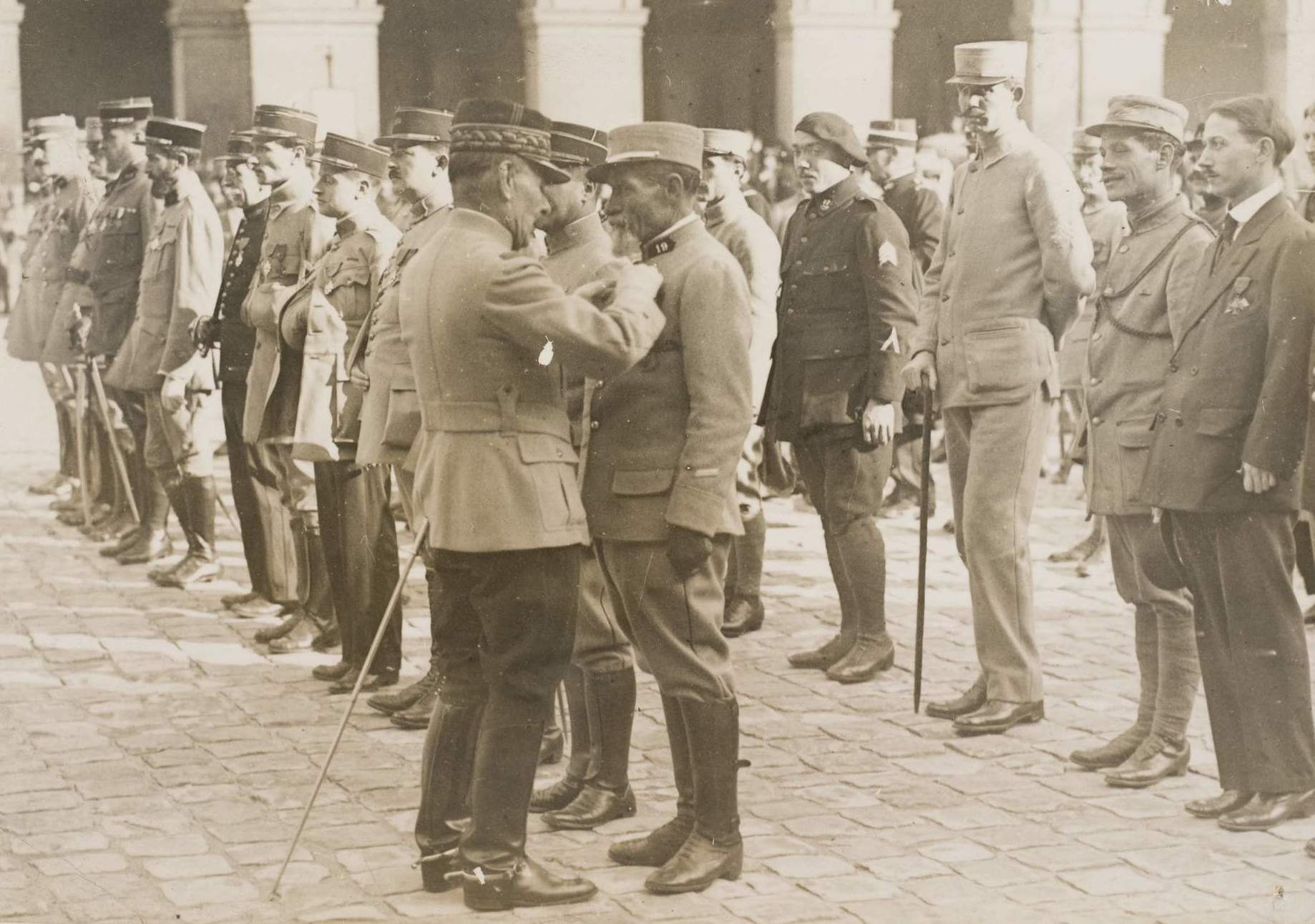
Le maréchal des logis Charbonnière du (ancien de la guerre de 1870) reçoit la croix de la Légion d'honneur en juillet 1917 aux Invalides.

Le 19e met sur pied entre le 1er et le 15 août 20 compagnies hippomobiles et 120 unités automobiles soit près de 19 000 hommes, 15 000 chevaux et 4 000 voitures[réf. souhaitée]. De nouveaux détachements sont créés pendant la guerre, le dépôt du régiment gérant 213 unités hippomobiles et automobiles, sans compter les services spéciaux.
Ses personnels isolés, détachements ou unités constituées participent à toutes les batailles :
- les 1re, 2e, 10e, 11e, 15e, 18e et 61e compagnies rejoignent le 21e corps d'armée[3],
- les 5e, 8e et 55e compagnies servent au 1er corps d'armée colonial[3],
- les 4e, 9e et 13e compagnies au 2e corps d'armée colonial[3],
- les 6e, 7e, 12e, 22e, 23e, 26e, 27e, 28e, 29e, 32e, 33e, 34e et 35e, et 80e compagnies, ainsi que divers détachements, sont affectés à de nombreux types de missions (transport au niveau de l'armée ou de la division, travaux forestiers, transport d'interprètes, etc.)[3],[4],[5],[6],[7],[8],[9],[10],[11]. Les 20e, 21e, 24e, 30e et 31e compagnies sont des compagnies territoriales affectées à la place fortifiée de Paris[1],[3].

L'importance du déploiement des escadrons du train sur tous les champs de bataille explique qu'ils n'eurent aucune citation collective propre, alors que leurs unités obtiennent 145 citations dont 20 à l'ordre de l'armée[réf. nécessaire].

### Entre deux-guerres 1918-1939

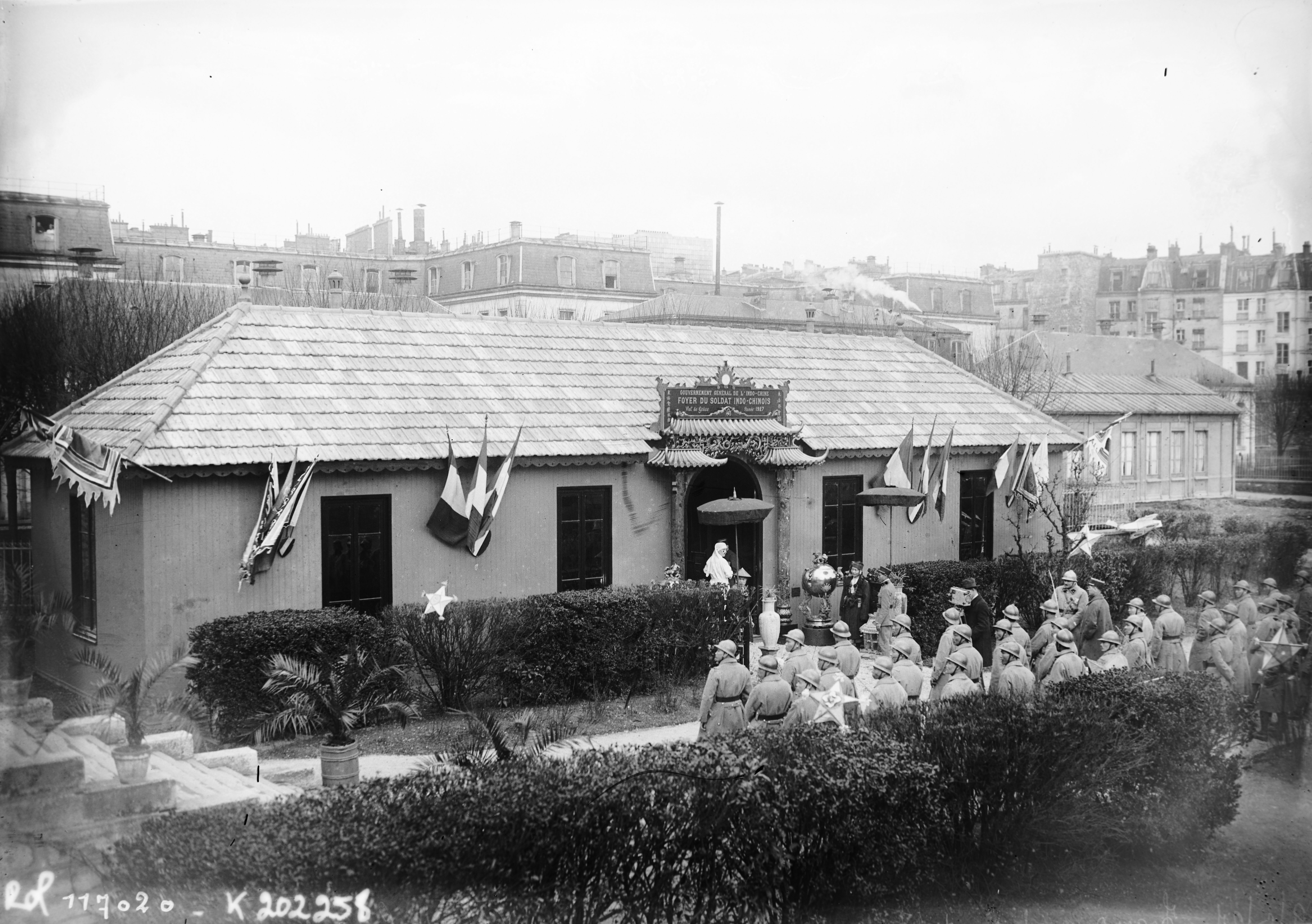
Soldats vietnamiens du du train lors de l'inauguration du foyer indochinois de l'hôpital du Val-de-Grâce en mars 1927.

- En 1928 le 19e escadron du train est implanté au quartier Fontenoy, à l'École militaire, au quartier Mortier, à Versailles. Il assure le soutien des formations et autorités militaires parisiennes, en hommes et matériels. Il instruit les recrues, en particulier les conducteurs et gradés de toutes les armes. Il gère et instruit près de 7 000 officiers et sous-officiers de réserve. Enfin il participe activement à l'évolution de la doctrine d'emploi du train en accord avec les progrès de la motorisation et donc de la mobilité des unités.
- En 1933, il est établi à la caserne Mortier, sur le boulevard Mortier (Paris 20e)[12].

### Seconde Guerre mondiale
Dissous le 1er septembre 1939, il est transformé en Dépôt de guerre du train n°19 qui assure la mise sur pied d'un très grand nombre d'unités et la gestion des unités du Train auprès des divisions ou armées.
Le Dépôt est dissous le 1er août 1940 après avoir échappé aux colonnes allemandes tout en sauvegardant l'essentiel de son matériel.
Le 6 janvier 1945 le 19e escadron est recréé et retrouve ses missions mais reste éclaté jusqu'à son regroupement principal au quartier Dupleix.

### Après guerre
1946 : le 19e devient le 1er escadron du train composé d'un état-major et de 7 escadrons associés au sein de deux groupes. Il soutient la 1re région militaire. Il est souvent restructuré pour s'adapter aux missions. Ses unités se spécialisent.
En 1947 le Centre d'instruction du train no 156 créé à Montlhéry est administrativement rattaché au 1er ET.
En 1949 le deuxième groupe devient le 19e groupe de quartier général de l'administration centrale doté d'une large autonomie. L'escadron participe aussi aux manœuvres des armées en France ou en Allemagne, il apporte son assistance aux populations en détresse lors de grèves ou inondations. Enfin il participe activement à toutes les cérémonies nationales mais fournit aussi de très nombreuses prestations de moindre importance.
1955-2000 : 1er régiment du train.l'importance de la formation nécessite un changement des structures. Ainsi naît le 1er régiment du train, le 1er juin 1955 par changement d'appellation du 1er escadron régional du train.
- Il est composé de :
  - 1 état-major ;
  - 1 compagnie de commandement et des services ;
  - 19e groupe d'escadrons de quartier général de l'administration centrale ;
  - 4e escadron (soutien des ministères) ;
  - 5e escadron (soutien de la Présidence de la République et organismes de la Défense Nationale) ;
  - 6e escadron (soutien de l'État-major de l'Armée de Terre)  ;
    - 1er escadron régional du train,
    - 1re Compagnie de quartier général régionale (à l'origine de la formation du Groupement des Moyens Régionaux no 1),
    - 7e Compagnie de secrétaires de recrutement et de passagers,
    - 101e Compagnie de transport,
    - Centre d'instruction du train no 151,
    - 2e compagnie,
    - 3e compagnie,
    - La Corniche militaire Leclerc était affectée au 1e RT.

Il est souvent restructuré ou renforcé mais toujours il assume davantage de soutien, en particulier lors de la dissolution du 24e régiment d'infanterie de ligne stationné à Vincennes et du Groupement des services des écoles de l'enseignement militaire supérieur (GSEEMS).
En 1997, il est transféré à Vincennes (94) afin de réoccuper les locaux du 24e RI dissous.
Dans le cadre d'une nouvelle restructuration, le 1er régiment du train est dissous en 2002 et laisse la place à trois bases de soutien au commandement (elles-mêmes dissoutes en 2010) : il n'y a plus de régiment à Paris. Le 1er régiment du train parachutiste de Toulouse, créé ensuite, n'a aucune filiation avec le 1er régiment du Train (le 1er RTP est créé par fusion de trois autres régiments préexistants : 14e régiment parachutiste de commandement et de soutien de Toulouse, régiment de livraison par air de Metz et base opérationnelle mobile aéroportée de Balma.)

## Étendard
L'étendard est celui du train. Voir ici.
Il porte, cousues en lettres d'or dans ses plis, les inscriptions suivantes,:

Le train des équipages reçoit son premier étendard en 1812.

## Devise
- Premier oblige

## Insigne
- Le Petit poucet

1914 : C'est au cours de la Grande Guerre qu'apparait l'habitude de marquer au pochoir les véhicules d'un dessin, unique par groupe, de couleur différente selon les sections. (Bleu, rouge, vert, jaune et tricolore). Le Groupement Auto n°6 adopte différents dessins, dont pour la première fois le "Poucet botté" à la section d'état-major.
Ce dessin précise les trois grandes règles qui s'imposent aux unités du train.
- - Rapidité dans l'exécution (bottes de 7 lieues)
  - Souci de la direction (flèche)
  - Vigilance (casque)

- 1916 : Apparaissent des marques successives présentant le "Poucet botté" tourné dans l'autre sens avec souvent au bout de l'empennage de la flèche une lettre, initiale du commandant du groupement.
- 1939 Les unités automobiles sont dissoutes ou absorbées dans le train, mais les anciens de ces groupements restent attachés à leur insigne et l'attribuent aux véhicules des escadrons.
- 1937 : Les insignes métalliques de poitrine du train sont officialisés et la roue dentée devient le symbole distinctif de l'Arme. À priori le chef d'escadron Korn aurait fait attribuer le "Petit Poucet" au 19e escadron du train.
  - Roue crénelée d'argent à huit branches sur champ d'or avec un petit poucet botté, casqué, armé d'une flèche empennée, pointe à droite avec en pointe l'écusson aux armes de Paris et en chef le numéro de l'escadron.
- 1939 : Le 19e escadron du train modifie l'insigne.
  - Il est rapidement dissous et sa 102e compagnie de mortiers constitue le noyau actif du Groupe de transport de personnel n° 129/24 qui adopte le "Petit Poucet" mais avec une forme plus moderne et tourné à droite.
  - La roue est à 20 dents et sur les véhicules sa couleur désigne la compagnie.
- 1945 : Le groupe 129/24 est dissous. Le 19e escadron du train qui venait d'être recréé à Paris rejoint Dupleix. Il reprend le "Petit Poucet" comme insigne.
- 1946 : Le 19 devient le 1er escadron du train. Le "Petit Poucet" est rajeuni, modernisé et les armes de la ville de Paris remises en pointe.
- 1947 : L'insigne est homologué.
- 1955 : Le Premier régiment du train est formé par changement d'appellation du 1er escadron du train, l'insigne adopté dans sa forme qu'il garde jusqu'à la dissolution de ce régiment.
  - De roue crénelée de sinople, évidée au Petit Poucet casqué, chaussé de bottes et armé d'une lance, le tout d'argent accompagné en sénestre de l'écusson aux armes de la ville de Paris. En pointe, sur la roue, l'inscription "1er train en capitales d'argent".

## Personnalités ayant servi au sein du régiment
- Henri Marais (1881-1940), résistant français, Compagnon de la Libération, au 19e escadron en 1915.
- Jean-Baptiste Pancrazi (1882-1970), membre de la bande à Bonnot, au 19e escadron[15].
- Eddy Mitchell (1942-), chanteur, présentateur de télévision et acteur, y est incorporé pour son service militaire, en 1962, pour y faire ses classes.

## Marches

### Marche du train, 1945
En septembre 1945, il est créé au sein du 19e régiment du train une musique militaire, qui se produit en France et à l'étranger jusqu'à sa dissolution en 1955, lors de la création du 1er régiment du train.  Ainsi fut écrite la Marche du train pour harmonie et fanfare par Francois Menichetti (1892-1962)

### Marche du1errégimentdu train, 1963
Musique de Gaston WIENER et paroles de Maurice Philip
Le Premier régiment du train en raison de l'important soutien parisien qu'il assurait était commandé par un chef de corps effectuant un deuxième temps de commandement.

## Le1erRT à l'École militaire
À la dissolution du GSEEMS (Groupement de soutien des écoles de l'enseignement militaire supérieur), le 1er RT a pris en compte le suivi budgétaire et le soutien des organismes de l'École militaire, mission reprise à sa dissolution par la Base École militaire.

## Le régiment aujourd'hui
L'étendard de l'Arme est maintenant détenu par l'école du  Train et de la logistique opérationnelle anciennement EAT à Bourges.

## Sources et bibliographies
- 19e Escadron du train des équipages militaires. Historique. Guerre 1914-1918, Lavauzelle, 1921, 49 p.
- Lieutenant-colonel Astouin, Aigles, étendards et campagnes du train des équipages militaires de 1807 à 1926. Aperçu historique, Berger-Levrault, 1926, préface du général GUILLAUMAT.
- Le train, 170 ans d'Histoire, Revue historique des armées, n°3 1978, présentation du général Dessendre.
- Jean Villaume - Jean Carbonneaux, bataillons, escadrons, régiments du train 1807-1980, AMET, préface du général Dessendre.
- Historique du 1er régiment du train (sous le commandement du colonel Fréling, 1990, presses de l'A.I.A.T/2).
- Biographie : Jacques Margottin, Paul Piotelat, officier du train des équipages militaires : Cosges, 1868 - Montmorency, 1945. : un enfant du Jura, Paris, 2001.